# Hiéroglyphe égyptien E25

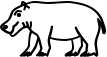
Hiéroglyphe d'hippopotame inscrit dans la liste des signes hiéroglyphes

L'hippopotame, en hiéroglyphes égyptiens, est classifié dans la section E « Mammifères » de la liste de Gardiner ; il y est noté E25.

## Représentation
Il représente un hippopotame commun (Hippopotamus amphibius).

## Utilisation
C'est un déterminatif de termes désignant un hippopotame.

## Exemples de mots
| n · h | s | E25 |

| n · h | s | E25 |

| M12 | A | b | E25 |

| M12 | A | b | E25 |

| d | i | b | E25 |

| d | i | b | E25 |